# Eucereon cincta
Eucereon cincta là một loài bướm đêm thuộc phân họ Arctiinae, họ Erebidae.